# Thylactus insignis
Thylactus insignis es una especie de escarabajo longicornio del género Thylactus, tribu Xylorhizini, subfamilia Lamiinae. Fue descrita científicamente por Gahan en 1890.

## Descripción
Mide 26-38 milímetros de longitud.

## Distribución
Se distribuye por Angola, Camerún, Costa de Marfil, Gabón, Gambia, Malaui, República Democrática del Congo, Togo y Zambia.